# ハモンディア
ハモンディアはアピコンプレックス門に属する寄生性原生生物。宿主組織中にシストを形成するコクシジウムの1つ。分類学上はハモンディア属(Hammondia)とする。本記事では特に断らない限りタイプ種のHammondia hammondiについて述べる。

## 生活環
生活環はトキソプラズマと良く似ており、ネコ科動物を終宿主、主に齧歯類を中間宿主とする。大きな違いは中間宿主と終宿主の間で厳密に宿主交代を行う(obligate heteroxeny)ことで、中間宿主への感染源は終宿主の糞便中に排出されるオーシストのみ、逆に終宿主への感染源は中間宿主の体内組織（おもに骨格筋）に形成されるシストの摂食のみである。
トキソプラズマと違って、終宿主の体内では小腸のみで増殖して全身組織へ移行せず、したがって病原性も示さない。中間宿主では骨格筋など全身で増殖するが、トキソプラズマのように経胎盤感染はおきない。哺乳類培養細胞を用いた実験から、スポロゾイトやタキゾイトは培養細胞へ感染するが比較的速やかにブラディゾイトへ移行する。一方ブラディゾイトは哺乳類培養細胞への感染能がないことから、ハモンディアはトキソプラズマのように哺乳類培養細胞を用いて継続的に維持することは難しい。

## 形態
未成熟オーシストは直径11μm程度の亜球形で、壁は薄く1μmに満たない。3日間ほどで成熟して10×13μmほどの楕円体となり、内部にスポロシストを2個生じ、その中にそれぞれ4個計8個のスポロゾイトが生じるイソスポラ型のオーシストである。スポロシストは長さ10μm、幅6.5μm程度でスチーダ小体を持たず、スポロゾイトは長さ7μm、幅2μm程度である。

## 分布
アメリカ合衆国、ドイツ、オーストラリア、日本で見出されており、おそらく世界中に分布しているが有病率は低い。ネコに対して病原性を持たないが、マウスに対して病原性を示す。人体感染例は知られておらず、霊長類への感染実験では病原性を示さなかった。

## 分類
アピコンプレックス門のうち真コクシジウム目肉胞子虫科に所属する。トキソプラズマに非常に近縁で、免疫学的に交差反応を示すことが知られている。トキソプラズマ属に所属させる意見やトキソプラズマと同一種とみなす意見
もあったが、通常は独立属を認められている。2種が知られている。
Hammondia hammondi Frenkel & Dubey, 1975
イエネコを終宿主とする
Hammondia pardalis Hendricks et al., 1979
パナマ運河地帯のオセロットから単離された。オーシストは大型でIsospora felisとよく似ている。中米のネコ科動物から同様のオーシストが見出されているが、それ以上詳しく調べられていない。
ほかにイヌ科動物を終宿主とするH. heydorniとH. triffittaeが知られていたが、分子系統解析の結果に基づきHeydornia属へ移されている。

## 歴史
1971年アイオワ州で捕獲され、トキソプラズマ分離を目的にプレドニゾロンを投与された野良猫の糞便より単離された。属名、種小名ともに、コクシジウム類の研究者であるDatus M. Hammond (1911-1974)への献名である。